# ПАК біля Херсонесу Таврійського
Прибережний аквальний комплекс біля Херсонесу Таврійського — гідрологічна пам'ятка природи місцевого значення, розташована в Гагарінському районі Севастопольської міськради. Створена відповідно до Постанови ВР АРК № 97 від 22 лютого 1979 року.

## Загальні відомості
Землекористувач — Національний заповідник «Херсонес Таврійський» (сухопутна земельна ділянка в межах землекористування — 1,0010 га). Землі водного фонду площею 59,6606 га не надані у власність або користування. Площа — 60,6616 гектарів. Розташована в межах Гагарінського району Севастополя, у центрі північного краю Гераклейського півострова, між бухтами Пісочною та Карантинною, на прибережній території, яку займає античне і середньовічне місто Херсонес (нині — Державний історико-археологічний музей-заповідник «Херсонес Таврійський»), з прилеглою акваторією Чорного моря.

## Опис
Пам'ятка природи створена для охорони оригінальних прибережних біоценозів. Особливу цінність являє кам'янисто-глибовий навал, де домінують цистозирові спільноти, які відіграють важливу роль у процесі самоочищення акваторій, особливо мілководної зони, де розвинена купальні-пляжна рекреація. В акваторії Пісочної та Карантинної бухт здійснюються сезонні міграції промислових видів риб, вона має значення для зимівлі гідрофільних птахів. Тут відзначено близько 40 підводних об'єктів і пам'яток історико-культурної спадщини. Пам'ятка природи входить до складу Гераклейського екологічного центру екологічного каркаса (мережі) Криму.